# Наум Османков
Наум Александров Османков или Османов е български учител и революционер, деец на Вътрешната македоно-одринска революционна организация.

## Биография
Наум Османков е роден в щипската махала Ново село, тогава в Османската империя, днес в Северна Македония. Негов брат е търговецът Георги Османков. Наум Османков става учител и преподава в българското училище в Ново село. Негов ученик там е Иван Михайлов. Същевременно Османков се занимава и с революционна дейност и влиза във ВМОРО. Става секретар на първата съдебна комисия, създадена от местния ръководител Мише Развиговоров, която има за цел да замени османската съдебна система за българското население. При избухването на Балканската война в 1912 година е доброволец в Македоно-одринското опълчение и служи в Нестроевата рота на Седма кумановска дружина. Награден с бронзов медал.
Дъщеря му, Мария Османкова, в 1940 година завършва педагогия в Софийския университет.